# Chiesa di Sant'Anna (Vilnius)
La chiesa di Sant'Anna (in lituano: Šv. Onos bažnyčia) è una chiesa cattolica romana nel centro storico di Vilnius, sulla riva destra della Vilna. È un esempio prominente di stile gotico fiammeggiante e gotico baltico. La chiesa è un importante punto di riferimento nel centro storico di Vilnius che ha permesso al distretto di essere incluso nella lista dei siti patrimonio mondiale dell'UNESCO, ed è uno degli esempi più interessanti di architettura gotica in Lituania.

## Storia
La prima chiesa in questo luogo, costruita in legno, fu costruita per volontà di Anna, Granduchessa della Lituania, la prima moglie di Vytautas il Grande. Originariamente destinato all'uso di cattolici tedeschi e di altri cattolici in visita, fu distrutto da un incendio nel 1419. L'attuale chiesa in mattoni fu costruita su iniziativa del re di Polonia e del Granduca di Lituania Alessandro Jagellone nel 1495- 1500; l'esterno della chiesa è rimasto quasi invariato da allora. Una ricostruzione della chiesa, finanziata da Mikołaj "il Nero" Radziwiłł e Jerzy Radziwiłł, fu eseguita a seguito di gravi danni da fuoco, nel 1582. Abraomas Kulvietis predicò nella chiesa tra il 1538 e il 1541. Nel 1747, la chiesa subì una riparazione sotto supervisione di Johann Christoph Glaubitz. Nel 1762, gli archi laterali del portale principale furono nascosti per rafforzare il supporto per la facciata.
Secondo una famosa leggenda, l'imperatore Napoleone, dopo aver visto la chiesa durante la Campagna di Russia nel 1812 , espresse il desiderio di portare la chiesa a casa con lui a Parigi "nel palmo della sua mano". La chiesa fu sistemata nel 1902-1909 quando gli archi laterali furono scoperti e le mura furono rinforzate con ferro e ancora nel 1960-1970 quando furono restaurate le torri in cattive condizioni. Il 23 agosto 1987 la Lega della Libertà di Lituania ha tenuto una manifestazione in una piazza vicino alla chiesa e il monumento di Adam Mickiewicz per protestare contro l'occupazione sovietica in corso, che è stata demolita dalla milizia. La ricostruzione più recente è stata seguita nel 2009: la copertura è stata sostituita, gli elementi della facciata sono stati rinforzati e le guglie laterali sono state ricostruite.